# Starowieś (Ruskie Piaski)
Starowieś – część wsi Ruskie Piaski w Polsce położona w województwie lubelskim, w powiecie zamojskim, w gminie Nielisz.
W latach 1975–1998 Starowieś należała administracyjnie do województwa zamojskiego.